# Rio de San Felice

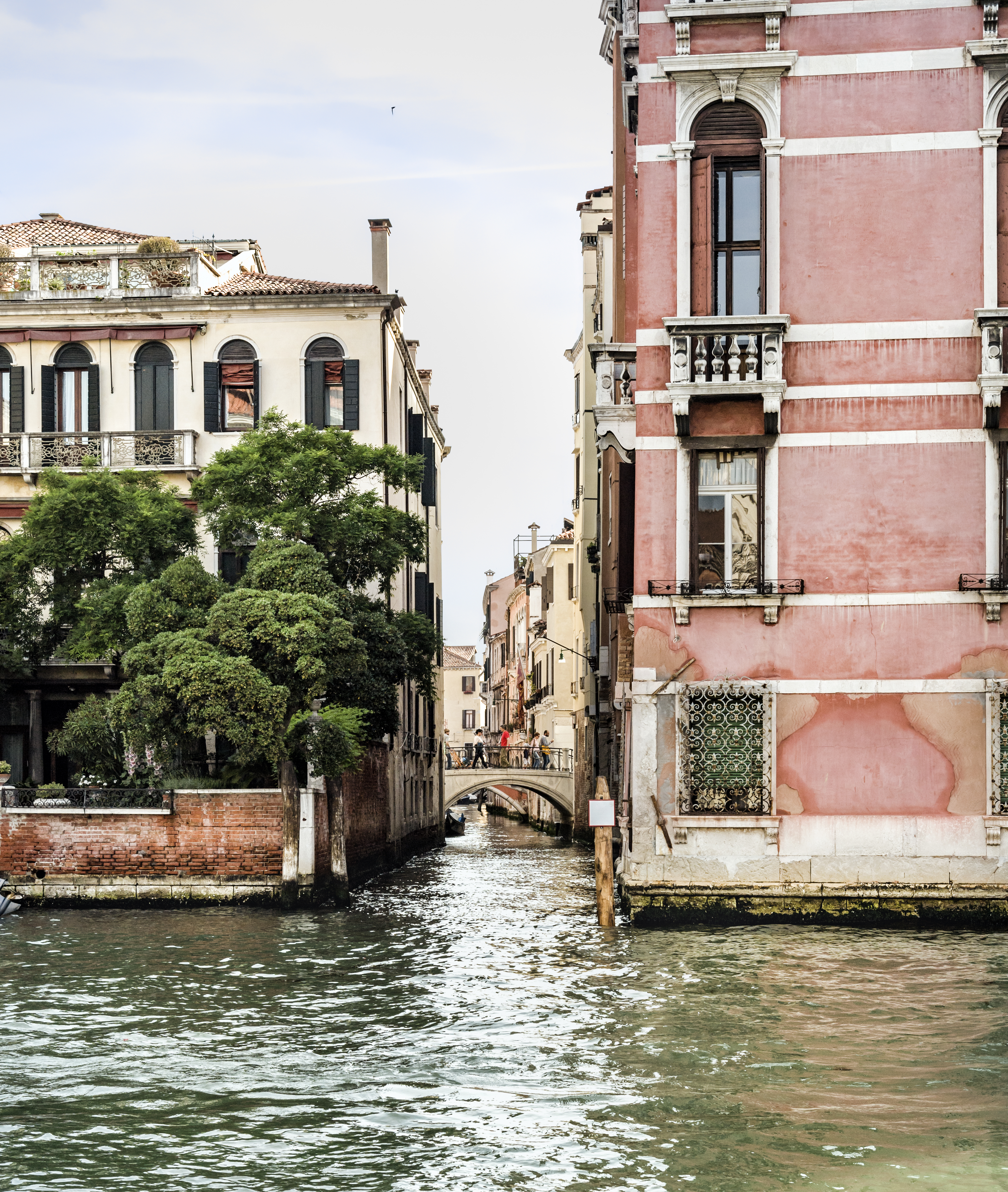
L'ouverture dans le Grand Canal

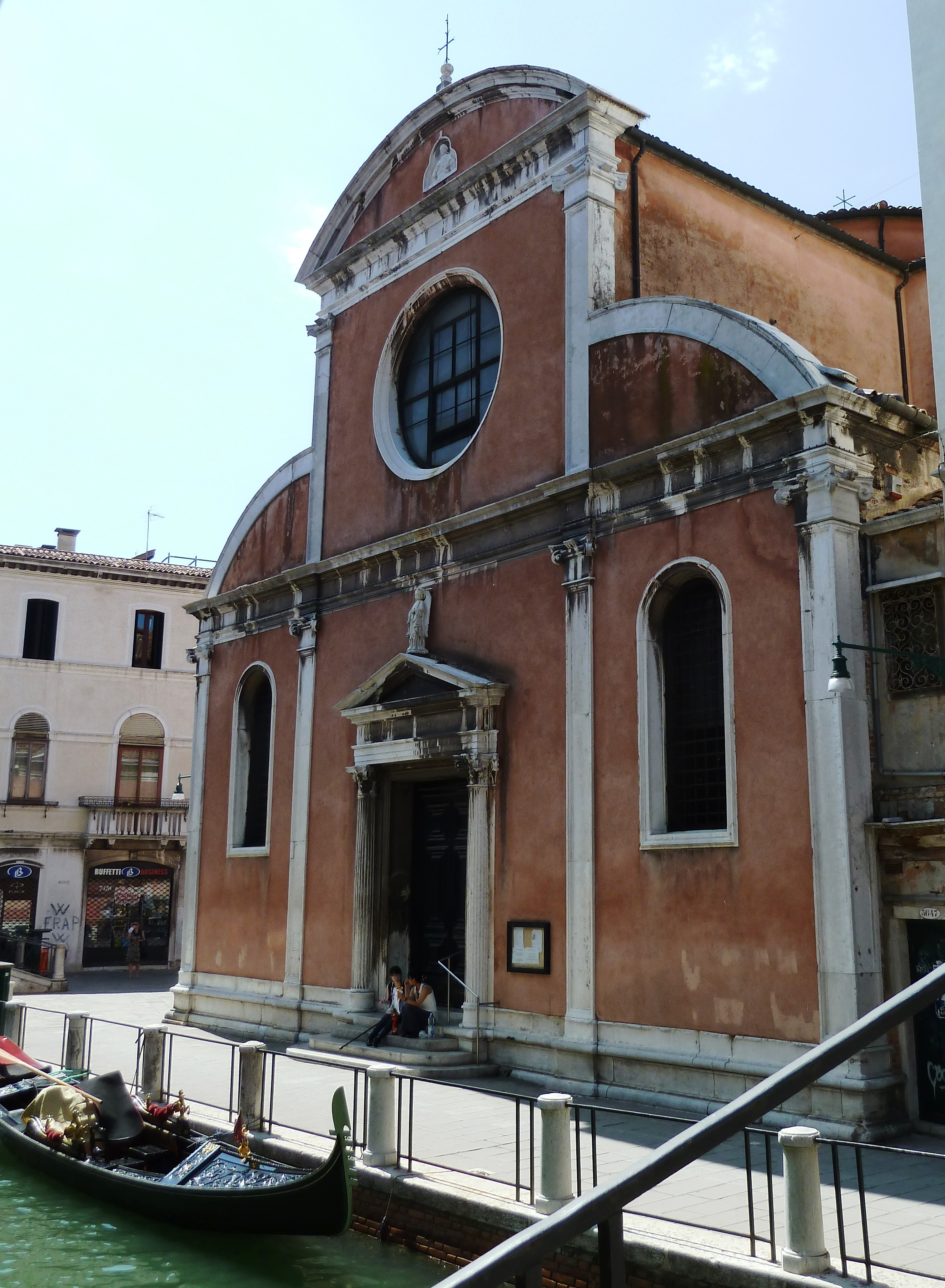
Rio et église San Felice

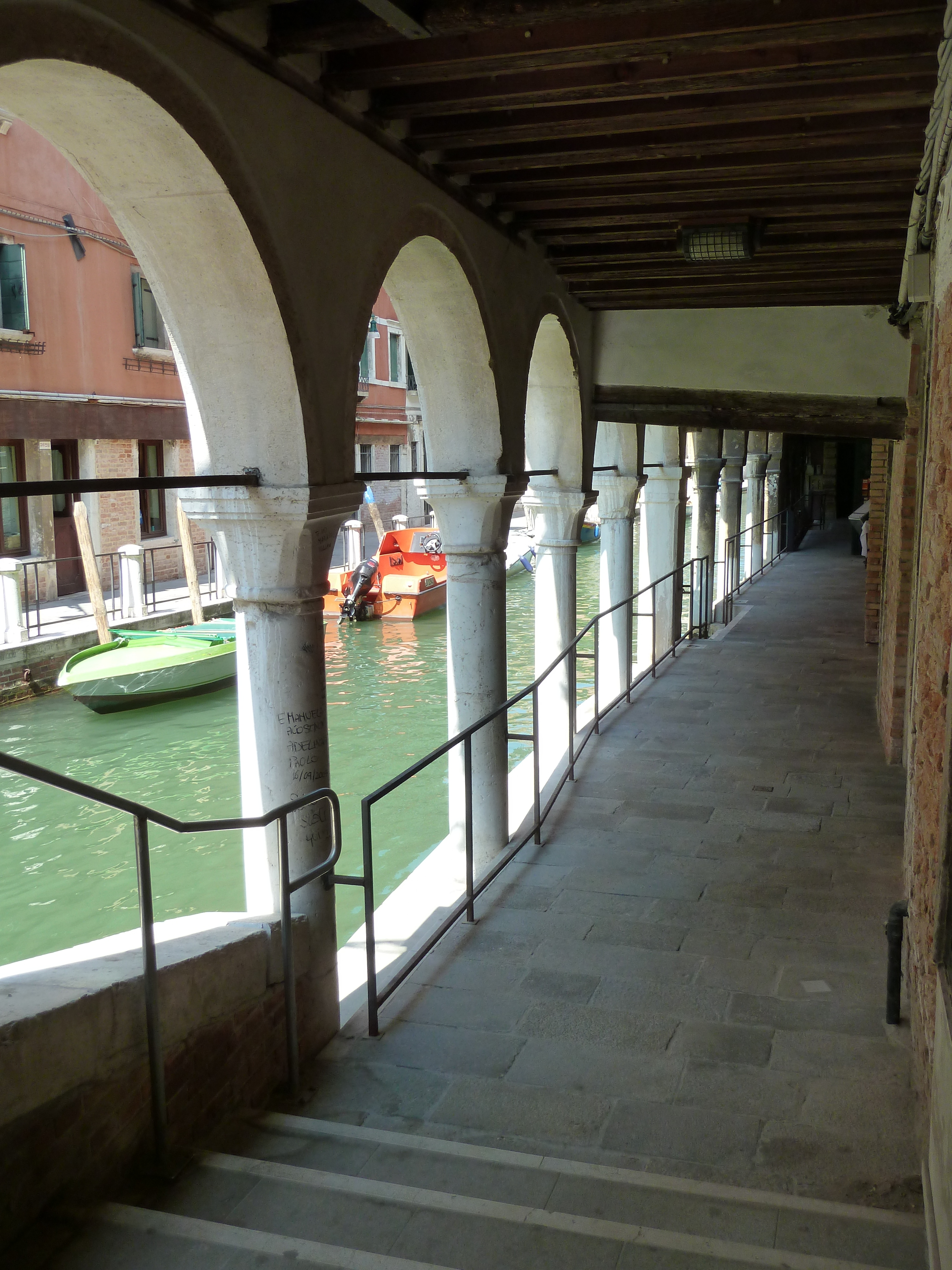
Le rio le long d'un sotoportego à arcades

Le rio de San Felice (canal de saint-Félix) est un canal de Venise dans le sestiere de Cannaregio.

## Description
Le rio de San Felice a une longueur de 270 mètres. Il prolonge le Canal de la Misericordia en sens sud-est vers son embouchure dans le Grand Canal.

## Toponymie
Le nom provient de l'Église San Felice, proche.

## Situation
- Le rio de San Felice débouche sur le Grand Canal en face de Ca'Favretto et à côté du palais Fontana Rezzonico ;
- Il passe par le campo de l'église San Felice ;

## Ponts
En direction du Grand Canal, ce rio est traversé par quatre ponts :

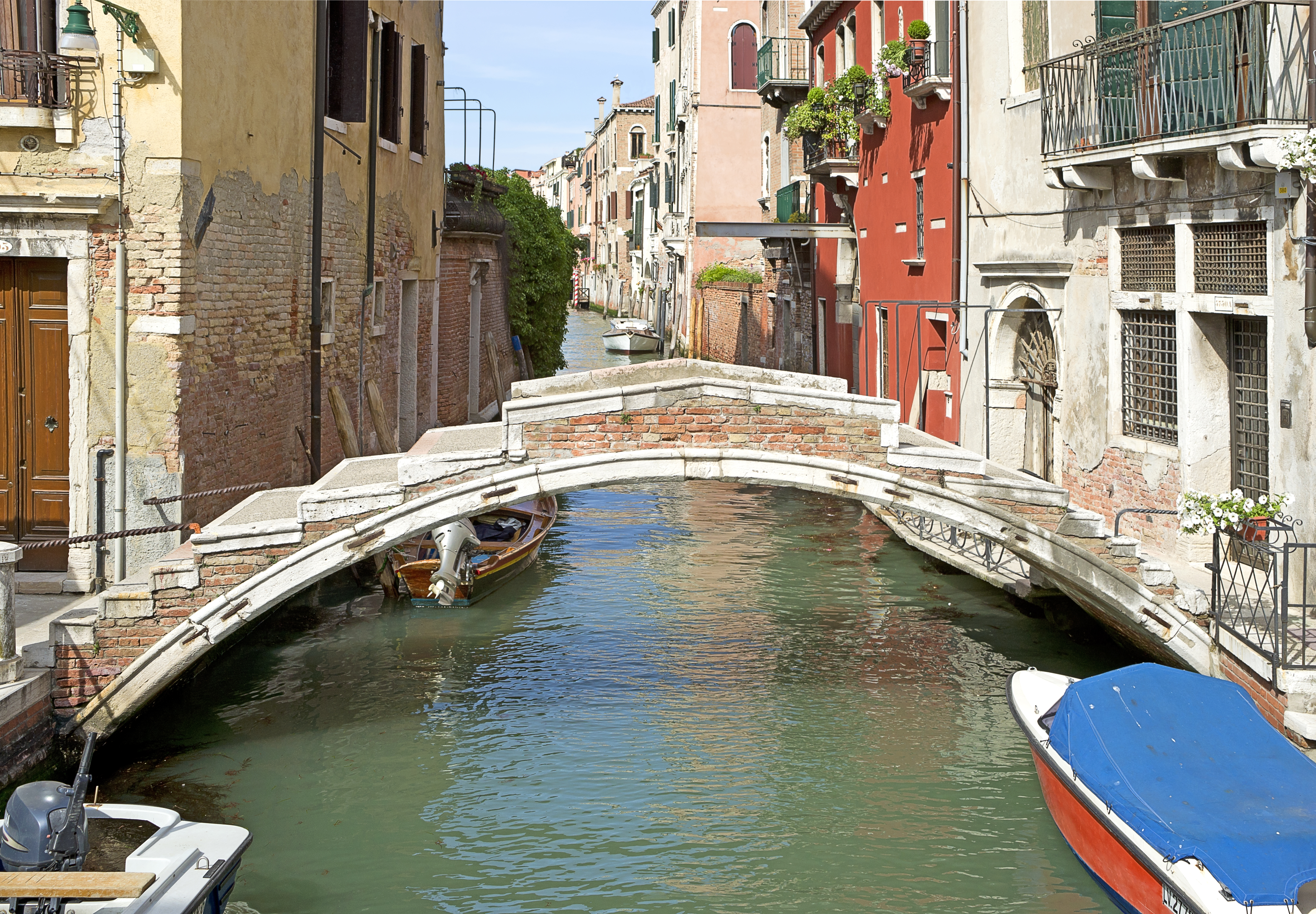
Ponte Chiodo[1] (seul pont à Venise sans parapet avec le Ponte del Diavolo à Torcello) reliant le Ramo de la Misericordia à une maison privée
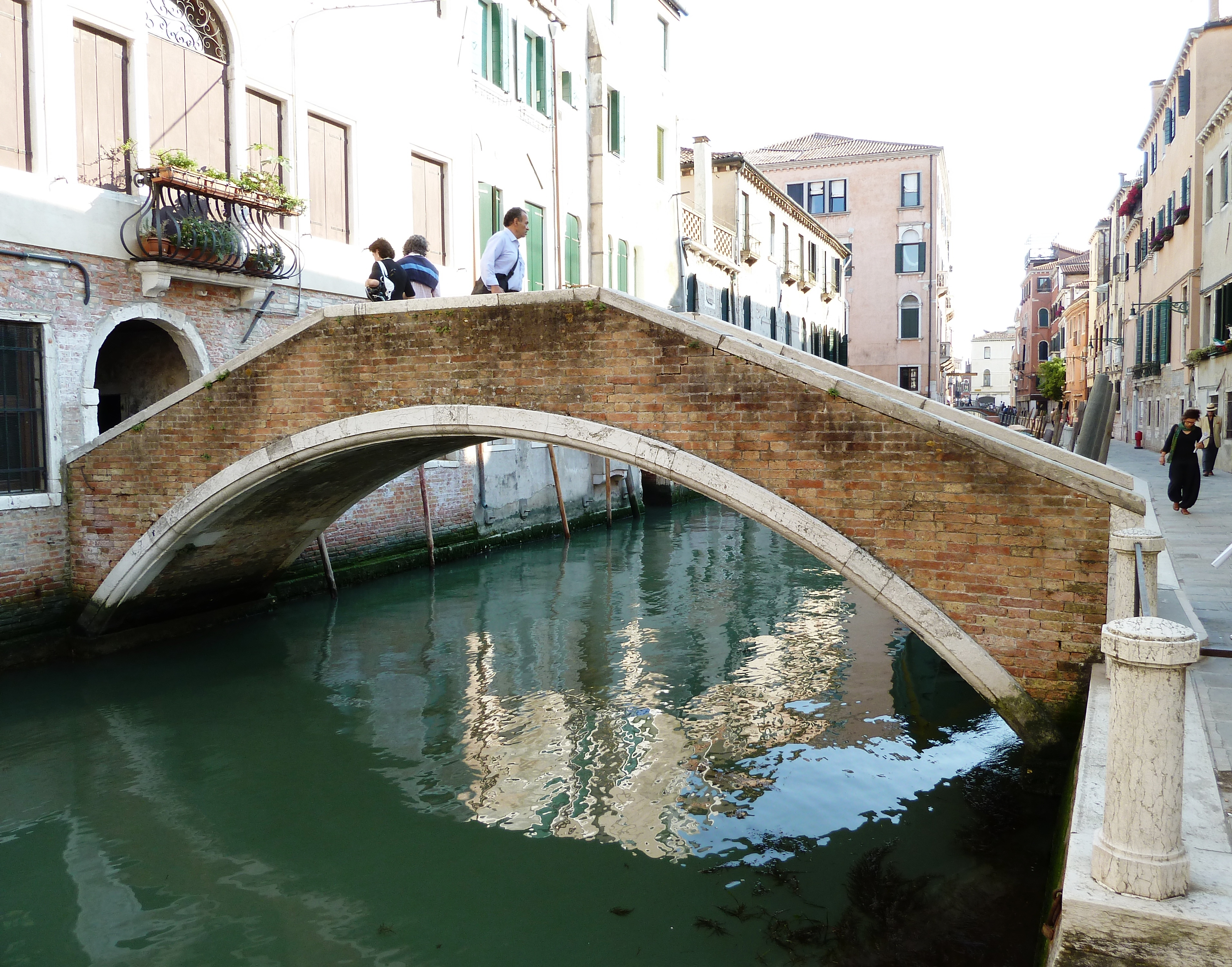
ponte Racheta[2] reliant le Sotoportegho dei Preti au Fondamenta S. Felice
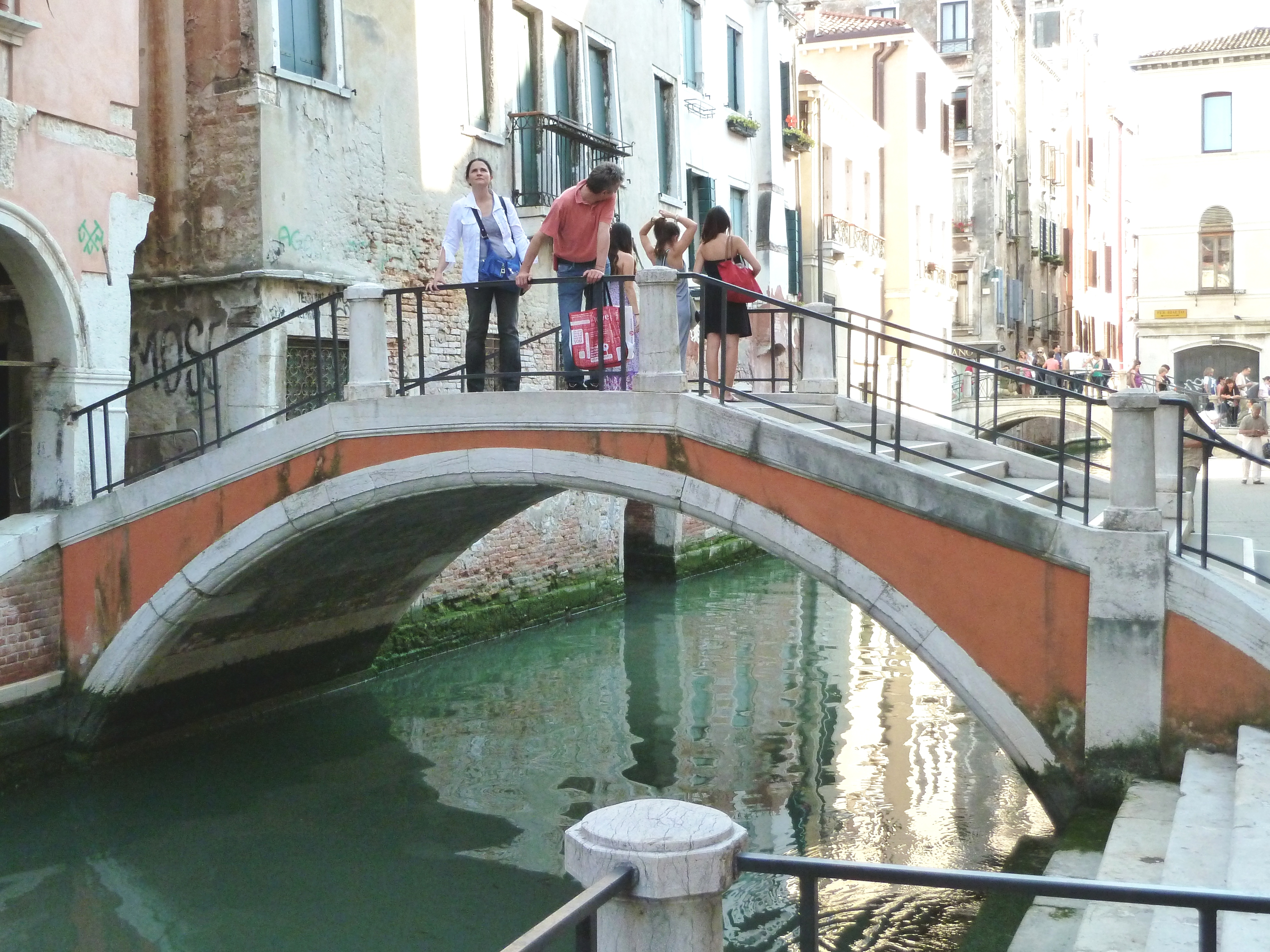
ponte Ubaldo Belli[3] reliant la Calle San Felice au Fondamenta San Felice
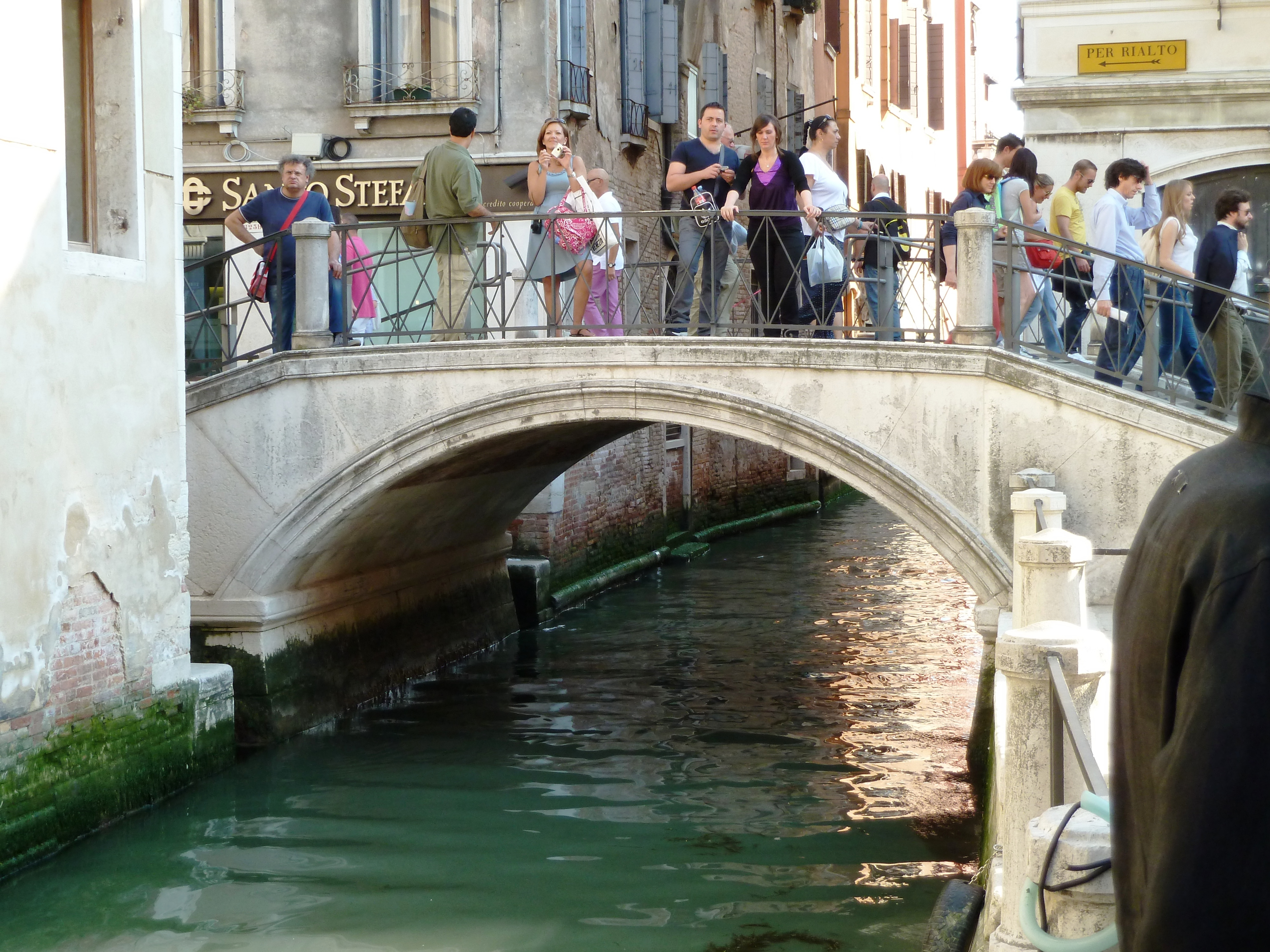
ponte San Felice reliant le Campo du même nom à la Strada Nova